# Favágó-zsomboly
A Favágó-zsomboly az Aggteleki Nemzeti Park területén található egyik barlang. A barlang az Aggteleki-karszt és a Szlovák-karszt többi barlangjával együtt 1995 óta a világörökség része.

## Leírás
Az Alsó-hegy fennsíkjának nyugati részén, a Vecsem-bükk csúcstól 2880 méterre, 265,5°-ra, fokozottan védett területen, közel a határsávhoz, kis töbör oldalában, a Nóra-lyuk közelében nyílik. Az Országos Kéktúra kék sáv jelzéssel jelzett turistaútjától, amely ezen a részen egy dózerút, északra, körülbelül 100 méterre van a nem lezárt barlang függőleges tengelyirányú bejárata. Néhány turistatérkép jelöli a barlang helyét a barlang nevének feltüntetésével.
Középső triász wettersteini mészkőben keletkezett a természeti hatások miatt pusztuló barlang. Két fő részre tagolható. Egy felszínre nyíló, nagy bejáratú, omladékos hasadékaknára és egy zsomboly szakaszra, amely a felszíntől még nagyrészt el van zárva. Szenilis cseppköveinek többsége. Cseppkőbekérgezés figyelhető meg benne. Bejárásához kötéltechnikai eszközök használata és engedély szükséges. 20 méter kötél, egy nitt és egy karabiner kell megtekintéséhez.
A barlang a nevét egy favágó miatt kapta, aki ide menekült egy zivatarkor. Előfordul a barlang az irodalmában Favágó-barlang (Balázs 1957), Favágó barlang (Balázs 1957), Favágó-lyuk (Kósa 1992), Favágó lyuk (Kósa 1968–1971), Favágó pot (Kósa 1968–1971), Favágó shaft (Kósa 1968–1971), G-1 (Kósa 1992), SZ/9 (Kósa 1992) és V-36 (Kósa 1992) neveken és jelölésekkel is. 1976-ban volt először Favágó-zsombolynak nevezve a barlang az irodalmában, Bertalan Károly kéziratában.

## Kutatástörténet
A Kinizsi Barlangkutató Csoportot Szabó Elemér erdész tájékoztatta a zsomboly létezéséről, aki többek között azt az információt adta, hogy körülbelül két méternyire lehetett beállni a barlangba, amikor esett az eső. 1957 augusztusában a csoport négy tagja, Balázs Dénes, Bató Tibor, Csekő Árpád és Frojimovics Péter átvizsgálták. Kötélhágcsó segítségével leereszkedtek a zsomboly aljára, ahol egy 6 méter hosszú, közepén 3 méter széles termet és a teremben egy elagyagosodott víznyelőt találtak. Szerintük a teremben előttük még nem járt senki és a terem alján 7,1 °C levegő-hőmérsékletet mértek.
A teremből kiindulva további járatokat jártak be, például felfedeztek egy 7 m hosszú, 2 m széles és kb. 8 m magas termet. Ekkor a csoport két tagja, Balázs Dénes és Csekő Árpád felmérték a zsombolyt, majd elkészítették a barlang térképét. A felmérés alapján, függőleges ereszkedéssel együtt a barlang 45 m hosszú. A felmérés szerint a barlang 16,5 m mély. (Tényleges mélysége ez volt.) A felmérés alapján a beszakadt zsomboly a zsomboly felső részétől számítva 21,5 m mély.
1966-ban a Vörös Meteor Barlangkutató Csoport négy tagja (Kósa Attila, Levandowski M., Patyk S. és Székely Kinga) felmérte a barlangot, majd Kósa Attila a felmérés alapján megszerkesztette a barlang két hosszmetszet térképét és alaprajz térképét. A Karszt- és Barlangkutatás 1968–1971. évi évfolyamában megjelentek az 1966-ban készült térképek, de a térképlap szerint azok 1968. augusztus 20-án lettek rajzolva. 1970-ben és 1971-ben a csoport tagjai etilénglikolos rovarcsapdákkal és egyeléssel biológiai gyűjtést végeztek és a fauna, elsősorban a parietális asszociáció ökológiájának demonstrálására, fényképeztek, valamint mikroklimatológiai méréseket és megfigyeléseket hajtottak végre a zsombolyban.
A Bertalan Károly által írt, 1976-ban befejezett kézirat 88. számú céduláján szó van arról, hogy Bódvaszilason, az Alsó-hegyen helyezkedik el a Favágó-barlang (Favágó-zsomboly). A 20 m hosszú és 21,5 m mély barlang a Szabó-pallagon lévő vadászháztól Ny-ra 1 km-re, 485 m tszf. magasságban fekszik. Egy É–D irányú tektonikus hasadékrendszer a barlang. A kézirat barlangot ismertető része 2 irodalmi mű alapján lett írva. Az 1977. január 30-án készült és a barlang 1975. novemberi bejárásán alapuló szpeleográfiai terepjelentés szerint a főleg függőleges jellegű zsomboly függőleges kiterjedése 17 m.
Az 1977. évi Karszt és Barlangban megjelent tanulmányban van egy Magyarország térkép, amelyen a Magyarországon lévő, biológiailag kutatott barlangok földrajzi elhelyezkedése figyelhető meg. A térképen látható a biológiailag feldolgozás alatt álló Favágó-zsomboly földrajzi elhelyezkedése. A folyóirat 1977. évi különszámába bekerült a tanulmány angol nyelvű változata. Ebben a tanulmányban is közölve lett a térkép, amelyen Favágó Shaft a barlang neve. 1981 nyarán a MÁFI Optimista Barlangkutató Csoport tagjai túráztak a zsombolyban.
Az 1984-ben kiadott, Magyarország barlangjai című könyvben van egy Magyarország térkép, amelyen a Magyarországon lévő, biológiailag kutatott barlangok földrajzi elhelyezkedése figyelhető meg. A térképen látható a biológiailag feldolgozás alatt álló Favágó-zsomboly földrajzi elhelyezkedése. A kiadvány országos barlanglistájában szerepel az Aggteleki-karszton lévő barlang Favágó-barlang néven Favágó-zsomboly névváltozattal. A listához kapcsolódóan látható az Aggteleki-karszt és a Bükk hegység barlangjainak földrajzi elhelyezkedését bemutató 1:500 000-es méretarányú térképen a barlang földrajzi elhelyezkedése. Az 1992. évi Karszt és Barlangban publikált, az Alsó-hegy magyarországi részének töbreit, zsombolyait és beszakadásait bemutató ábrán látható elhelyezkedése. A Kósa Attila által írt, 1992-ben megjelent könyvben publikálva lett a Karszt- és Barlangkutatás 1968–1971. évi évfolyamában napvilágot látott térképlap. Az Alsó-hegy fennsíkjának magyarországi oldalát bemutató egyik térképen meg van jelölve helye, valamint több adattal együtt fel van tüntetve négy irodalmi hivatkozás, amelyek a barlangra vonatkoznak.

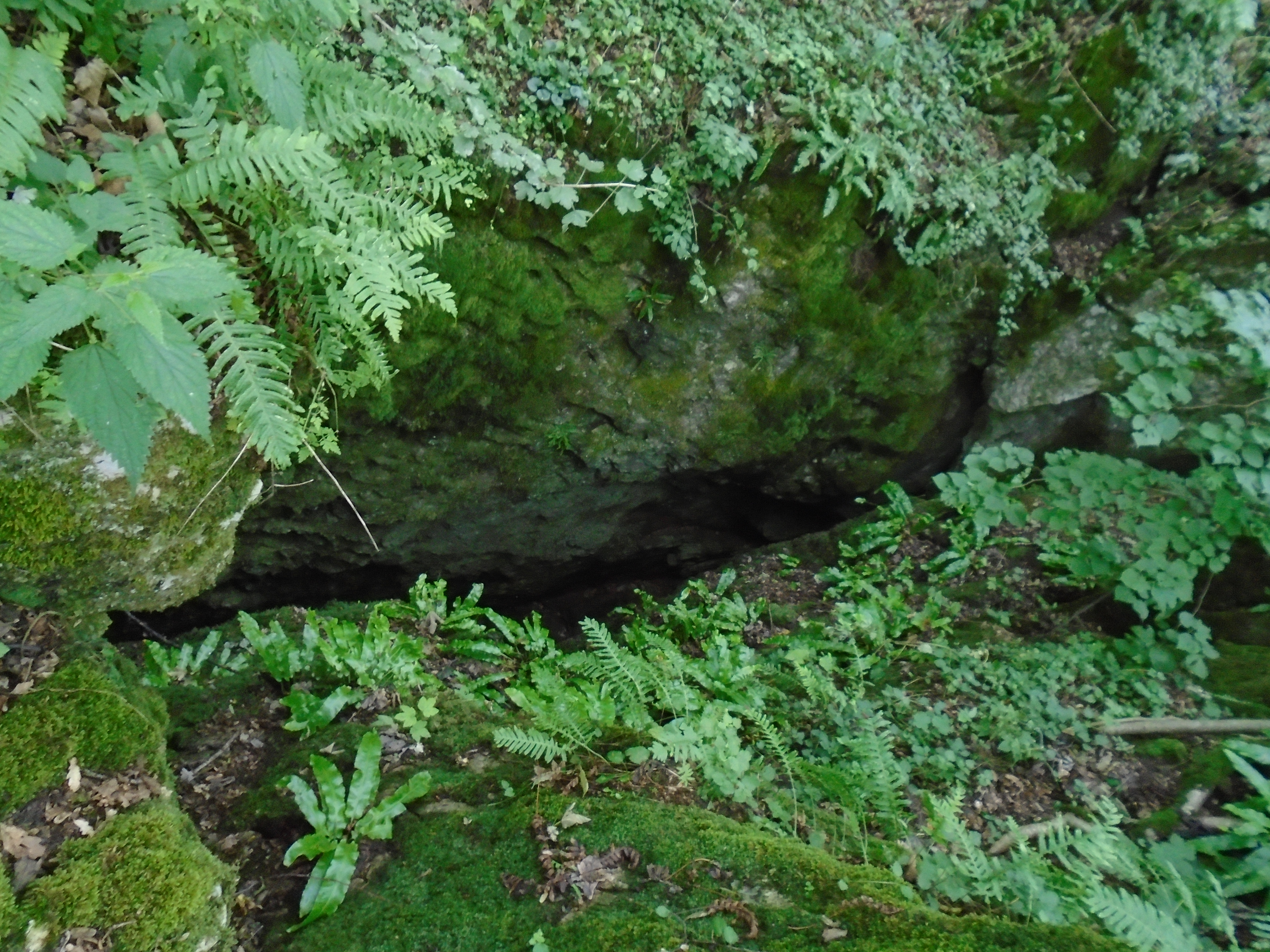
A Favágó-zsomboly bejárata

1994-ben a MAFC Barlangkutató Csoport készítette el a barlang hosszmetszet térképét és alaprajz térképét. Ezeknek a térképeknek alapján ismeretlen időpontban szerkesztve lett egy beszerelési vázlat. A barlang 1995 óta az Aggteleki-karszt és a Szlovák-karszt többi barlangjával együtt a világörökség része. A Nyerges Attila által 1997-ben készített szakdolgozat szerint a 17 m mély Favágó-zsomboly az Alsó-hegy magyarországi részének 35. legmélyebb barlangja. Az 1999. évi Lakatos Kupa egyik helyszíne volt. A 2004–2005. évi Karszt és Barlangban publikált nekrológ szerint Frojimovics Péter részt vett az 1957. évi feltárásában, első bejárásában és felmérésében. A 2008. szeptember 27-én megrendezett XV. Lakatos Kupa kiadványában 17 m mély barlangként szerepel. A Favágó-zsomboly a verseny egyik lehetséges érintőpontja volt. 2017-ben Miroslav Hynšt, Robert Kosáček és J. Dobeš mérték fel a barlangot, majd 2017-ben Miroslav Hynšt a felmérés alapján megrajzolta a barlang alaprajz térképét és hosszmetszet térképét.
Az Alsó-hegy karsztjelenségeiről szóló, 2019-ben kiadott könyvben az olvasható, hogy a Favágó-zsomboly 40 m hosszú és 17 m mély. A barlang azonosító számai: Szlovákiában 163, Magyarországon 5452/7. A könyvben publikálva lett a barlang 2017-ben készült alaprajz térképe és 2017-ben készült hosszmetszet térképe. A barlangot 2017-ben Miroslav Hynšt, Robert Kosáček és J. Dobeš mérték fel, majd 2017-ben Miroslav Hynšt a felmérés alapján megrajzolta a barlang térképeit. A térképeket 2017-ben Luděk Vlk digitalizálta. A kiadványhoz mellékelve lett az Alsó-hegy részletes térképe. A térképet Luděk Vlk, Mojmír Záviška, Ctirad Piskač, Jiřina Novotná, Miloš Novotný és Martin Mandel készítették. A térképen, amelyen fekete ponttal vannak jelölve a barlangok és a zsombolyok, látható a Favágó-zsomboly (5452/7, 163) földrajzi elhelyezkedése.

## További irodalom
- Kósa Attila: Közvetlen felszínalatti karsztos képződmények morfológiai és műszaki vonatkozású vizsgálata. Kézirat, 1969. Doktori disszertáció, Budapesti Műszaki Egyetem.
- Kósa Attila: Az Alsó-hegy zsombolyai. Barlangnapi tájékoztató. MKBT és Tektonik, 1982.